# Bourg (Nuova Aquitania)
Bourg è un comune francese di 2 271 abitanti situato nel dipartimento della Gironda nella regione della Nuova Aquitania.

## Società

### Evoluzione demografica
Abitanti censiti